# Frosinone Calcio
Frosinone Calcio es un club de fútbol italiano de la ciudad de Frosinone, localizado en la provincia de Frosinone, en la región del Lacio. Fue fundado en 1906 y refundado dos veces. A partir de la temporada 2024-25, disputa la Serie B, que es el segundo nivel del fútbol de Italia.

## Historia

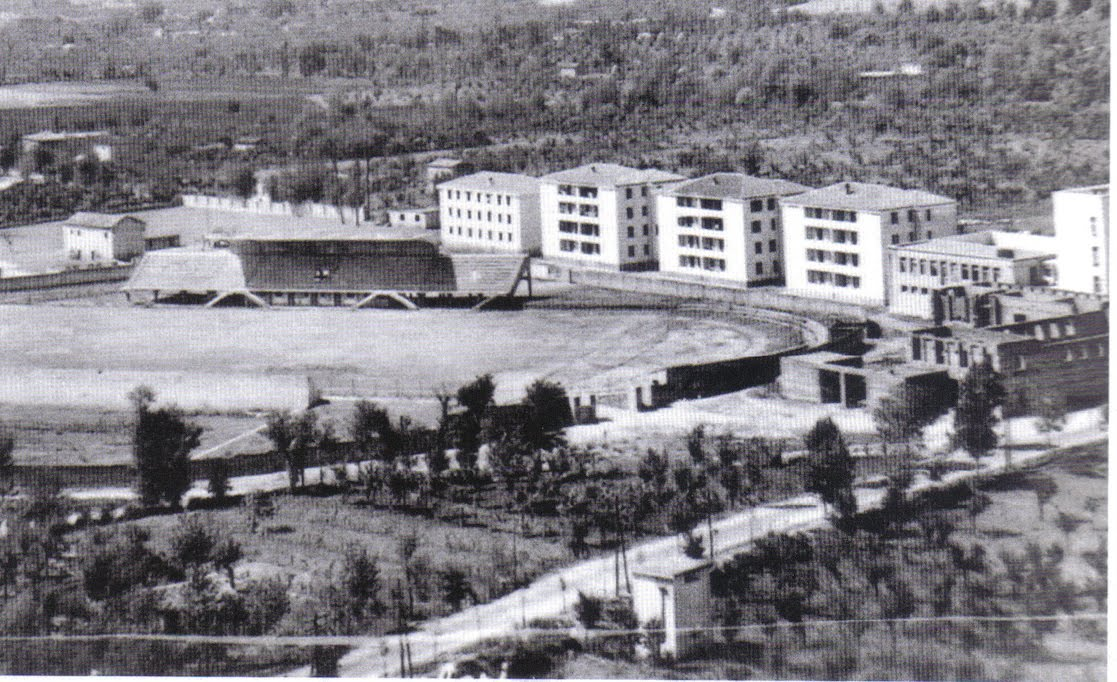
El Estadio Comunal Matusa, construido en 1932.

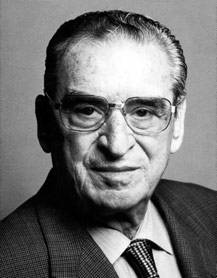
Benito Stirpe, presidente del Frosinone en la década de 1960, al que está dedicado el nuevo estadio.

Frosinone se fundó en el 1906. En 1990, después de ascender con mucho sufrimiento a la Serie C1, el club fue cancelado por problemas financieros y después de ser refundado, comenzó a jugar en la Serie D. En 1994, aunque no quedó en zona de ascenso la FIGC le dejó entrar en la C2 porque había sobrado una vacante. En 1999 volvió a descender a la D después de playoffs. En 2001 volvió a la serie C2. En 2003 Maurizio Stripe comprò el club y al año siguiente ascendió a la C1.
En 2005 Frosinone perdió los playoff para entrar en la B pero al año siguiente finalizó segundo en la tabla, solo después del Napoli. Así pudo ascender a la B y en su primer año en esa categorìa, el club compró jugadores de renombre como come Massimo Margiotta, Francesco Lodi, Francesco Carbone, Juriy Cannarsa, Lucas Rimoldi, Fabio Di Venanzio y Andrea Mengoni. El 16 de mayo de 2015 el club consigue el ansiado ascenso y tras 87 años de historia juega por primera vez en la Serie A.

## Uniforme
- Uniforme titular: Camiseta amarilla con vivos azules, pantalón amarillo y medias amarillas con azul.
- Uniforme alternativo: Camiseta azul con vivos amarillos, pantalón azul y medias azules con amarillo.
- Tercer uniforme: Camiseta blanca con franja diagonal amarilla y azul, pantalón blanco y medias blancas con azul.

### Evolución del uniforme
| 2013-2014 | 2014-2015 | 2015-2016 | 2016-2017 | 2017-2018 | 2018-2019 | 2019-2020 | 2020-2021 |

## Estadio

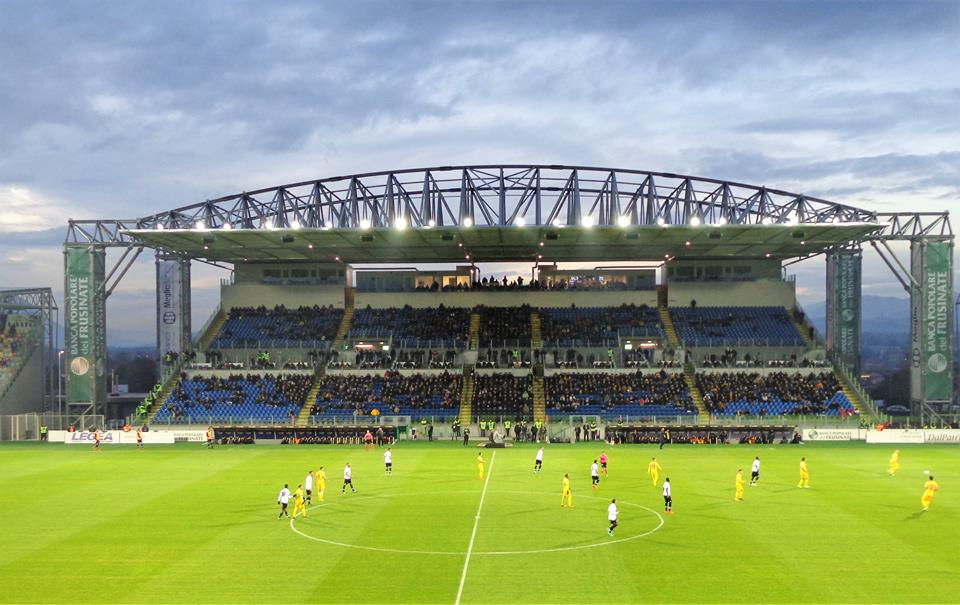
Estadio Benito Stirpe en 2017.

El Frosinone jugó sus partidos de local en el Estadio Comunal Matusa, inaugurado en el año 1932, que poseía una capacidad de 10 000 espectadores hasta el año 2017, en que se completó el traslado al Estadio Benito Stirpe, propiedad del municipio de Frosinone, que tiene una capacidad de más de 16 000 espectadores.

## Palmarés

### Torneos nacionales
- Serie B (1): 2022-23
- Serie C2 (2): 1986-87 (Grupo D), 2003-04 (Grupo C)
- Serie D (2): 1965-1966 (Grupo D), 1970-1971 (Grupo F)